# Pożar w szpitalu psychiatrycznym w Alfierowce
Pożar w szpitalu psychiatrycznym w Alfierowce miał miejsce 12 grudnia 2015 we wsi Alfierowka, położonej w obwodzie woroneskim. W wyniku pożaru śmierć  poniosło 23 pacjentów a ponad 40 zostało rannych. Budynek miał konstrukcję drewnianą i spłonął doszczętnie.